# ターヘル・アナトミア

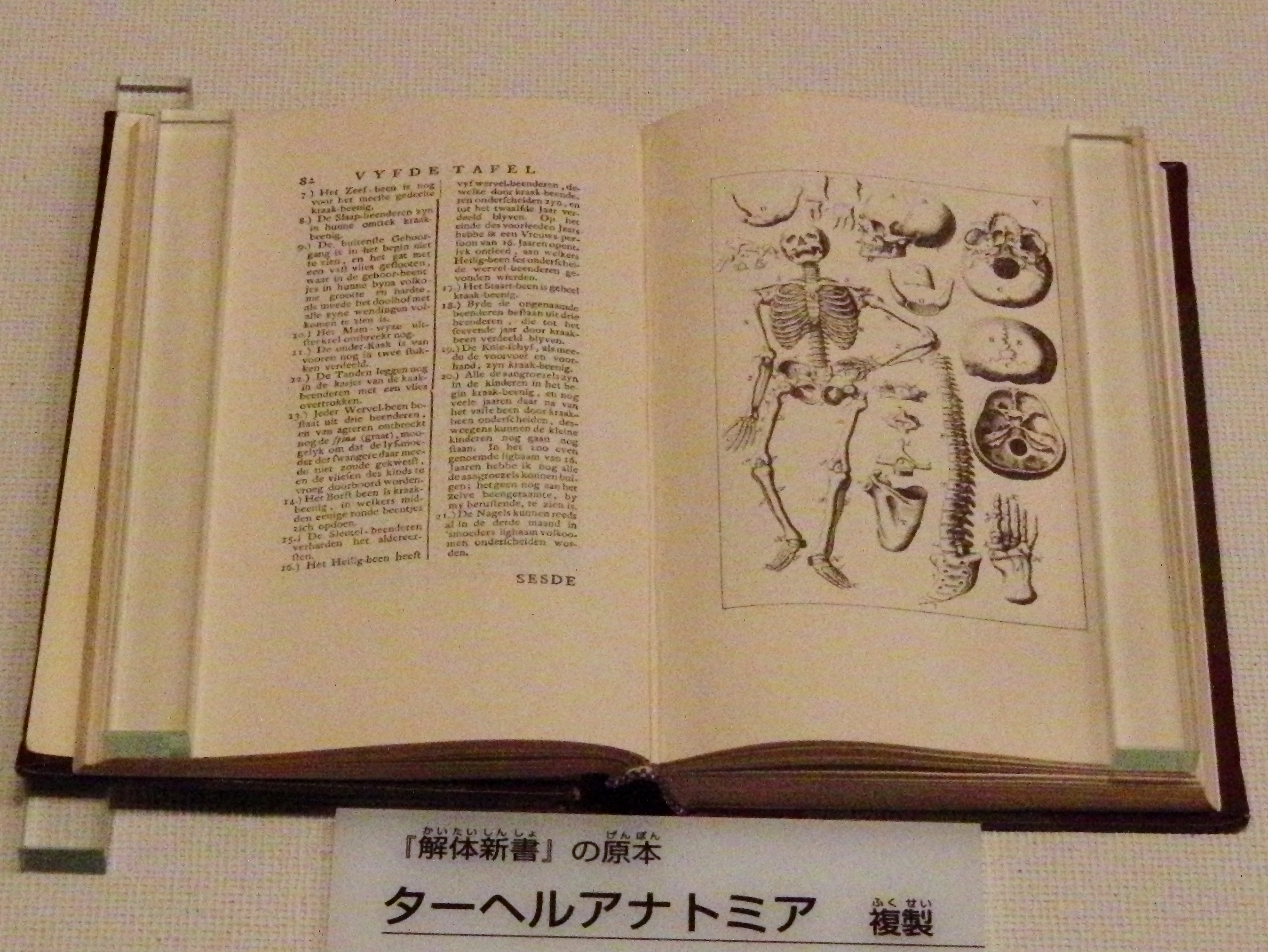
『ターヘル・アナトミア』（複製）。国立科学博物館の展示。

『ターヘル・アナトミア』は、ドイツ人医師ヨハン・アダム・クルムスによる解剖学書のオランダ語訳書の、日本における呼称。杉田玄白、前野良沢らが翻訳して出版した『解体新書』の最も重要な底本である。この呼称はラテン語での題名に由来するとみられる（後述）。

## 著者・訳者
ヨハン・アダム・クルムスによるドイツ語の原書 Anatomische Tabellen は1722年にダンツィヒで初版が出版され、1732年に再版された。その後ラテン語、フランス語、オランダ語に訳された。
オランダ語版である Ontleedkundige Tafelen は、オランダ人医師ヘラルト・ディクテン（Gerard Dicten 1696年? - 1770年）の翻訳により1734年にアムステルダムで出版された。

## 書名について
『ターヘル・アナトミア』という書名は、杉田玄白の『蘭学事始』の中で使われている表記である。漢文で書かれている『解体新書』においては「打係縷亜那都米」と表記され「ターヘル・アナトミイ」とフリガナが付いている。『解体新書』の凡例の中で「ターヘル」が表、「アナトミイ」が解剖を意味しているとの適切な説明があるのだ。
この表記は、扉絵に書かれているラテン語題名 Tabulæ Anatomicæ （タブラェ・アナトミカェ）に由来するとみられる。原書のドイツ語題名は Anatomische Tabellen（アナトーミッシェ・タベレン）、オランダ語題名は Ontleedkundige Tafelen（オントレートクンディヘ・ターフェレン）であり、いずれも『ターヘル・アナトミア』とは大きく異なる。
先述したラテン語題名 Tabulæ Anatomicæ を直訳すれば『解剖（学）図表（複数）』という意味であり、解剖学書としてはごくありふれた名称である。したがって『ターヘル・アナトミア』を正式な書名とするのは難しく、本来なら『解体新書』に記された他の参考解剖書に倣って『クルムス解体書』のように呼ぶのが妥当であるが、杉田玄白が『蘭学事始』の中で何度も『ターヘル・アナトミア』と表記しているので一般に広まっている。日本で一般に『ターヘル・アナトミア』と言えばクルムスの解剖書のことである。

## 日本への招来
日本へは少なくとも前野良沢と杉田玄白の所有した2冊が輸入されており、前野良沢は明和7年（1770年）長崎遊学の際に同書を入手している。
杉田玄白の同書入手の仲立ちになったのは、『解体新書』の翻訳メンバーでもある中川淳庵だった。明和8年（1771年）の春、中川淳庵は、江戸参府中の出島商館長（カピタン）を訪問する。そこで『ターヘル・アナトミア』および『カスパリュス・アナトミア（カスパル解体書）』を見せられ、「望む人がいれば譲る」と言われた。2冊を預かって、同じ小浜藩医で先輩であった杉田玄白のところへ持ってきた。玄白も大いに興味を持ったが、彼もまた個人では買えず、藩の家老に頼み込み、代金を出してもらってやっと入手できたという。なお玄白は『カスパリュス・アナトミア』もこのとき入手したらしく、『解体新書』に玄白所蔵の参考図書として出てくる。
同年3月4日、小塚原刑場での刑死者の腑分（ふわけ＝解剖）を見るために杉田玄白、中川淳庵、前野良沢などが集まった。そのとき良沢は『ターヘル・アナトミア』を持参してきた。それは玄白が入手した物と同書同版であるとわかり、互いに手を打ち合ったという。
その翌日より、前野良沢、杉田玄白、中川淳庵によって、『解体新書』の翻訳作業が始まる。

## 『解体新書』との関係

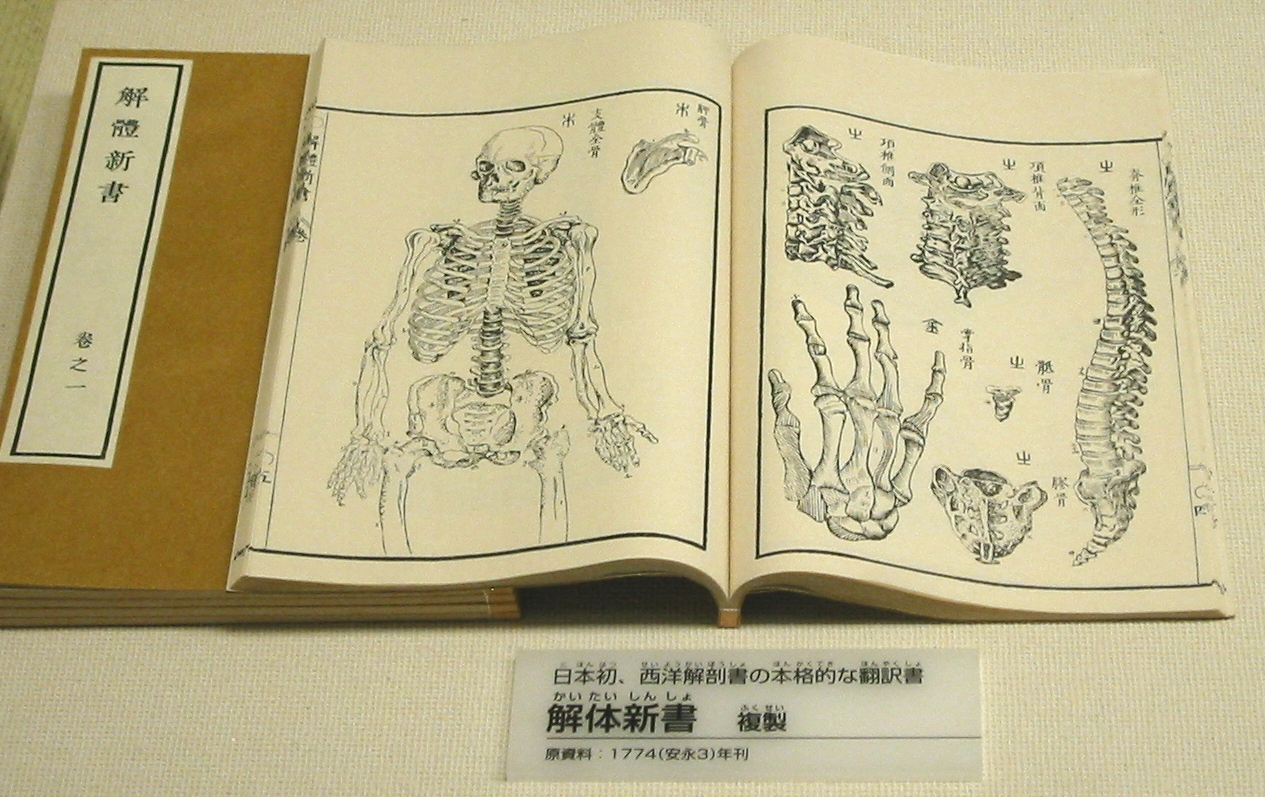
『解体新書』（複製）。国立科学博物館の展示。

『解体新書』は基本的に『ターヘル・アナトミア』の翻訳であるが、他にも数冊の洋書が参考にされており、杉田玄白による独自の注釈も付けられている。単純な翻訳ではなく、実用的な解剖学書として再構成された本だと言える。
原本にある注釈は『解体新書』では省かれ、本文だけが訳されている。
『解体新書』翻訳当時は日本に於けるオランダ語研究が十分ではなく、誤訳も多かった。当時、杉田玄白らは『ターヘル・アナトミア』がドイツ語からの翻訳書であることを理解しておらず、もともとオランダ語で書かれた本だと思っていた。
玄白も『解体新書』が誤訳だらけであることを心苦しく思ったらしく、弟子の大槻玄沢に訳し直させた。それが『重訂解体新書』である。同書は寛政10年（1798年）に稿ができていたが、刊行は諸般の事情で遅れ、文政9年（1826年）にやっと刊行された。